# Segundo Informe de Evaluación del IPCC
El Segundo Informe de Evaluación (SAR, siglas en inglés de Second Assessment Report) del Grupo Intergubernamental de Expertos sobre el Cambio Climático (IPCC) de las Naciones Unidas, fue el segundo de una serie de informes con el fin de evaluar la información conocida con respecto al cambio climático desde los puntos de vista científico, técnico y socioeconómico, sus efectos potenciales, y las alternativas de mitigación y adaptación al mismo. Fue publicado en 1996.

## Descripción general
El  Segundo Informe de Evaluación, titulado Cambio Climático 1995, consiste en cuatro partes: los informes de tres Grupos de trabajo, y un informe de Síntesis:
- Informe del Grupo de Trabajo I: La ciencia del cambio climátio (IPCC SAR WG1, en inglés, 1996).
- Informe del Grupo de Trabajo II: Análisis científicos y técnicos de impactos, adaptaciones y mitigación del cambio climático:  (IPCC SAR WG2, en inglés, 1996).
- Informe del Grupo de Trabajo III: Dimensiones económicas y sociales del cambio climático (IPCC SAR WG3, en inglés, 1996).
- La Síntesis del Segundo Informe de evaluación del IPCC sobre la información científica y técnica pertinente para interpretar el Artículo 2 de la Convención Marco de las Naciones Unidas sobre el Cambio Climático,[2] y los resúmenes para los responsables de políticas, provenientes de los  informes de los tres grupos de trabajo[3][4][5](IPCC SAR SYR, en inglés, 1996).

El informe completo está formado por la síntesis y los resúmenes para responsables de políticas de los tres grupos de trabajo.
El informe completo formado por la síntesis y los resúmenes para responsables de políticas de los tres grupos de trabajo se publicó en las seis lenguas oficiales de Naciones Unidas: español, inglés, francés, chino, árabe y ruso. Los informes de cada grupo de trabajo se publicaron únicamente en inglés.
Estos informes fueron preparados por más de dos mil expertos del mundo entero, y "contienen la realidad del cambio climático, extraída de los textos técnicos disponibles por expertos y revisada luego minuciosamente por expertos y gobiernos."
El informe de síntesis tiene como propósito proporcionar la información científica, técnica y socioeconómica para afrontar el desafío de:

la determinación de las concentraciones de gases de efecto invernadero que pueden considerarse “interferencia antropógena peligrosa en el sistema climático” y la preparación de un futuro que permita el desarrollo económico sostenible.

## Elementos esenciales
El Segundo Informe revisó y actualizó el Primer Informe y el Informe Complementario de 1992.
El Grupo de Trabajo I, que se ocupó de los aspectos científicos del clima, declaró que "el dióxido de carbono sigue siendo el factor más importante que contribuye al forzamiento antropogénico del cambio climático; las proyecciones del futuro cambio de la temperatura media mundial y de la subida del nivel del mar confirman la posibilidad de que las actividades humanas alteren el clima de la Tierra en una medida sin precedentes en la historia de la humanidad; y las largas escalas de tiempo que rigen tanto la acumulación de gases de efecto invernadero en la atmósfera como la respuesta del sistema climático a esas acumulaciones, significan que muchos aspectos importantes del cambio climático son efectivamente irreversibles.".
Más adelante, el Grupo de Trabajo I caracterizó sus informes de la Primera y la Segunda Evaluación como una evolución desde el entendimiento de que el efecto invernadero se conoce bien, los gases de efecto invernadero están aumentando (debido en gran medida a la actividad humana) y, por lo tanto, deberían conducir a un calentamiento global significativo (aunque la falta de comprensión limitó las predicciones regionales específicas), hasta una mayor comprensión (a pesar de las continuadas incertidumbres) de que el calentamiento global continúa y se debe muy probablemente a la actividad humana, y que se necesitarían recortes muy sustanciales en las emisiones para estabilizar las concentraciones de gases de efecto invernadero.
El Grupo de Trabajo II evaluó si la gama de impactos plausibles del calentamiento global constituye una interferencia antropogénica peligrosa en el sistema climático, mientras que el Grupo de Trabajo III proporcionó información para ayudar a los países a "tomar las decisiones que consideren más apropiadas para sus circunstancias específicas".

## Metodología
El Informe completo contiene en su prólogo una descripción de la manera en que el IPCC trabaja para desarrollar este informe.
- 1. El  Grupo  de  expertos  decide  al  comienzo  el  contenido, dividido  en  capítulos, del  informe  de  cada  uno  de  sus  grupos  de trabajo.  Se constituye un equipo de redacción de tres a seis expertos (y raras veces  más) para  la  redacción  inicial  y  las  revisiones subsiguientes de un capítulo.  Se pide a los Gobiernos y a organizaciones  intergubernamentales  y  no  gubernamentales  que  designen personas  con  los  conocimientos  debidos  para  considerar  su inclusión en los equipos de redacción.  También se solicita el historial de publicaciones de las personas designadas y otra información pertinente.  Se confeccionan listas de esas personas, entre las que la Mesa del Grupo de trabajo correspondiente (es decir,  los  copresidentes y los vicepresidentes del Grupo de Trabajo) seleccionan  el equipo de redacción.  El IPCC exige que al menos un miembro de cada equipo de redacción proceda de un país en desarrollo.
- 2. Con los informes  se elabora un Resumen para  Responsables de Políticas (RRP).  El RRP debe reflejar la comprensión de las técnicas más modernas del asunto y estar redactado en forma fácilmente comprensible para los que no son especialistas. En  los informes y en los RRP deben exponerse opiniones diferentes pero bien fundadas  desde el  punto de vista científico o técnico, si no pueden conciliarse durante la evaluación.
- 3. Los  equipos  de  redacción  preparan  los  capítulos  y  el  material para incluirlo en los RRP.  Los proyectos se basan en la literatura publicada en revistas  revisadas por otros expertos e informes de organizaciones profesionales, como  el  Consejo Internacional de Uniones Científicas,  la Organización  Meteorológica Mundial, el  Programa de las Naciones Unidas para el  Medio Ambiente, la Organización Mundial de la Salud y la Organización de las Naciones Unidas para la Agricultura y la Alimentación.  A veces, el IPCC realiza cursillos para  reunir información de la que de otro modo no se dispondría; esto  se  hace  particularmente  para estimular la reunión de información sobre los países en desarrollo y en ellos.
- 4. Cada  proyecto  de  capítulo se envía a decenas  de  expertos del  mundo  entero para que lo examinen. Esos  expertos  se  eligen también entre los candidatos presentados por gobiernos y organizaciones. El tiempo de que disponen para el examen es de seis semanas. El proyecto, revisado teniendo en cuenta los comentarios recibidos, se envía a los gobiernos y a las organizaciones para su examen técnico. Para este (segundo) examen se dispone asimismo de seis semanas.  En algunos casos, por razones de tiempo, los exámenes de los expertos y de los gobiernos se realizan simultáneamente.
- 5. El proyecto se revisa una segunda vez tomando en consideración  los  exámenes  recibidos  de  los  gobiernos  y  de  las organizaciones.  Luego se envía a los  gobiernos (y a las  organizaciones) un  mes  antes  de  la  reunión  del  Grupo  de  Trabajo  que  lo considerará.  El Grupo de Trabajo aprueba el RRP, línea por línea, y acepta los capítulos correspondientes; ambos constituyen conjuntamente el informe del Grupo de Trabajo.  No es práctico que el Grupo de Trabajo apruebe su informe, que normalmente tiene 200 páginas o  más.  El  término  “aceptación”  significa  en  este  contexto  que  los capítulos correspondientes y el RRP son coherentes entre sí.
- 6. Cuando el Grupo de Trabajo aprueba el RRP, los Miembros elegidos de los equipos de redacción  –  de países en desarrollo y desarrollados – están presentes, y el texto del RRP se examina en la reunión, con su participación. Por consiguiente, en realidad, los informes de los grupos de trabajo son redactados y examinados por expertos y revisados por otros expertos.
- 7. El informe del Grupo de trabajo (con el RRP aprobado) se envía a los gobiernos y a las  organizaciones un mes antes de la reunión del IPCC en que se considerará su aceptación.